# Franz Keller-Leuzinger

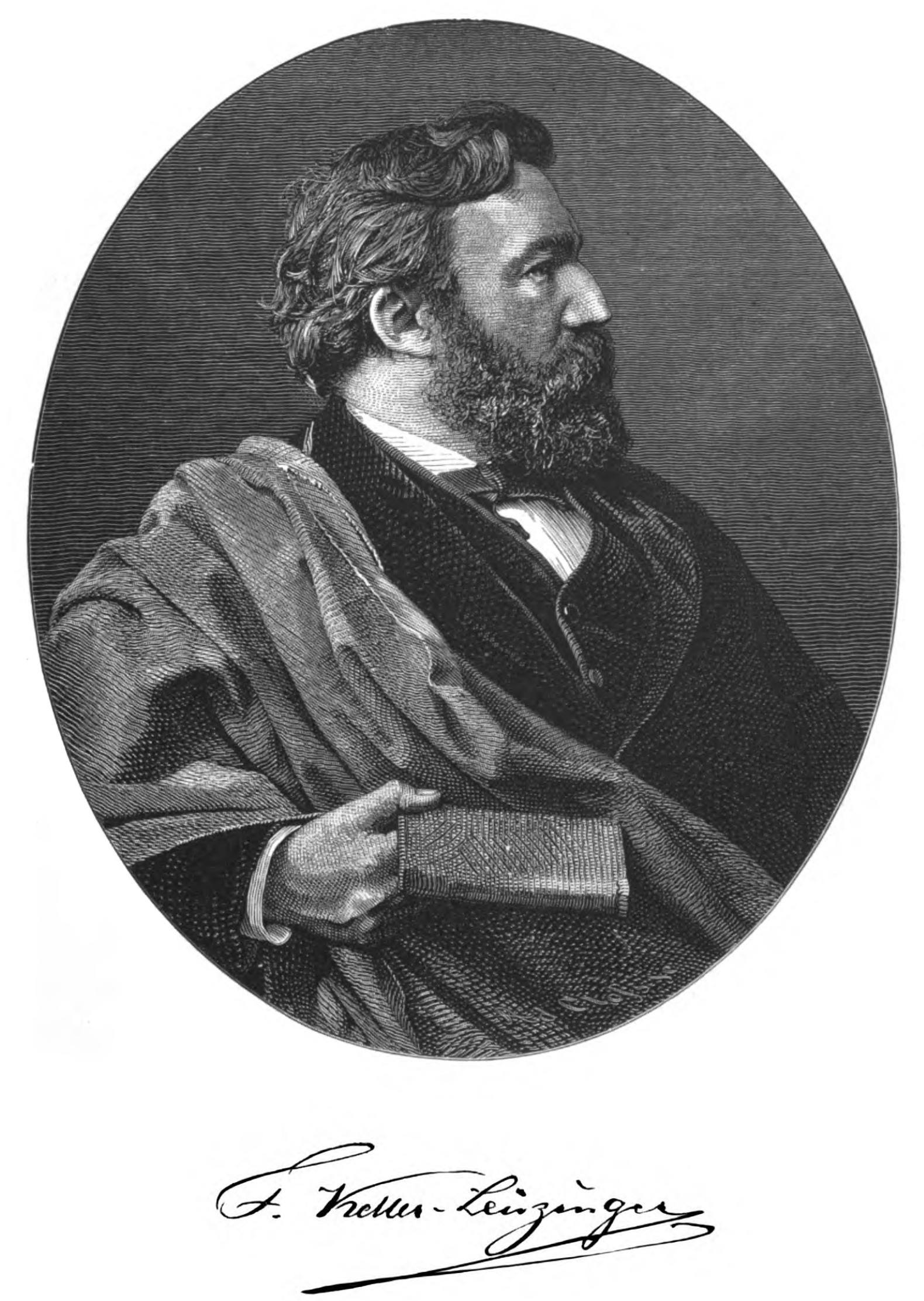
Franz Keller-Leuzinger

Franz Keller-Leuzinger (* 30. August 1835 in Mannheim; † 18. Juli 1890 in München) war ein deutscher Ingenieur, Forschungsreisender, Kartograph, Maler, Illustrator, Kunstgewerbler und Schriftsteller.

## Leben und Werke
Keller war ein Sohn des Ingenieurs Joseph Keller und ein Bruder von Ferdinand Keller. 1841 wurde der Vater Straßen- und Wasserbauinspektor in Karlsruhe, weshalb die Familie in diese Stadt zog. Hier besuchte Keller das Lyceum und anschließend das Polytechnikum, das er mit der Ingenieursprüfung abschloss.
1855 ging er mit seinem Vater nach Brasilien. Keller senior und junior sollten dort im Auftrag der kaiserlichen Regierung diverse Verkehrswege ausbauen bzw. die Möglichkeiten dazu erkunden. Am 14. Oktober 1867 heiratete Franz Keller eine Tochter des Schweizers George Leuzinger, der in Brasilien zeitweise eine litho- und fotographische Anstalt betrieb. Aus diesem Grund nannte er sich später – wohl ab 1874 – Franz Keller-Leuzinger.

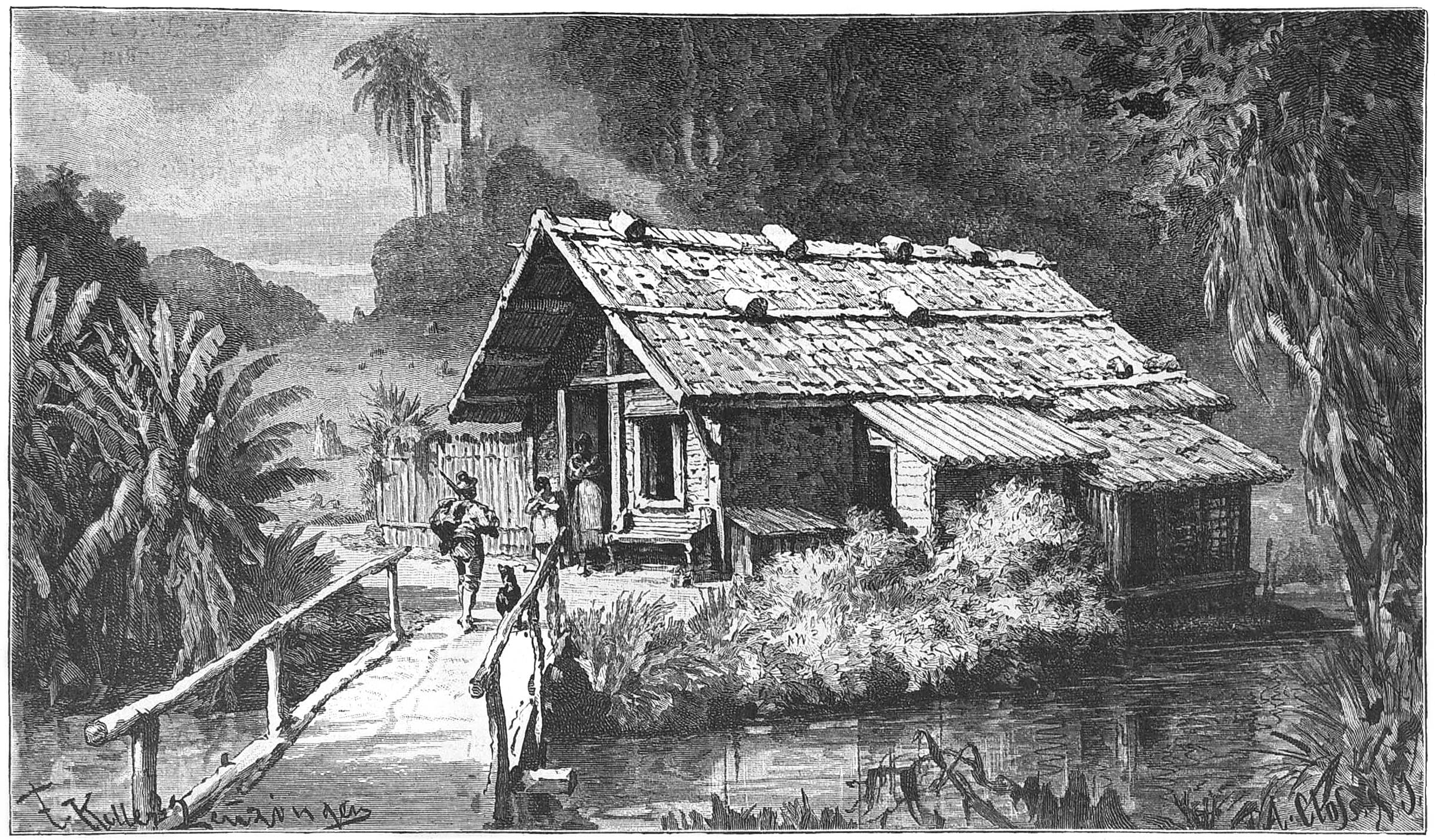
Hütte eines Tirolers in Brasilien

Keller-Leuzinger bereiste Brasilien bis 1870 und kehrte danach nach Deutschland zurück. Wie sein Vater, der 1877 starb, ließ er sich zunächst wieder in Karlsruhe nieder. 1874 erschien in Stuttgart sein Werk Vom Amazonas und Madeira. Skizzen und Beschreibungen aus dem Tagebuch einer Explorationsreise. Die Illustrationen hatte er unter Beihilfe seines jüngeren Bruders in Holzschnitttechnik angefertigt. Das Buch wurde ins Englische übersetzt und erschien unter dem Titel The Amazon and Madeira Rivers. Sketches and Descriptions from the Note Book of an Explorer 1874 in London; 1876 folgte eine zweite Auflage. Auszugsweise wurde das Werk auch in der Zeitschrift Le Tour du Monde 1874 und in den Publications for the National Bolivian Navigation Company 1875 veröffentlicht. Es sollte Kellers bekannteste Publikation werden. Er veröffentlichte außerdem etliche Aufsätze in deutschsprachigen Zeitschriften wie z. B. in Petermanns Mitteilungen und Vom Fels zum Meer; in Brasilien erschienen mehrere Arbeiten im Relatorio da Agricultura und im Relatorio da provincia do Paraná. 1881 wurden diverse Karten, Zeichnungen und Pläne von der Hand Keller-Leuzingers und seines Vaters in einer Ausstellung in der Nationalbibliothek in Rio de Janeiro gezeigt. Zum Teil gehörten diese Werke zum Privatbesitz des Kaisers Dom Pedro II. Sein Bild Eingang der Bai von Rio de Janeiro wurde 1879 in Hamburg auf einer Ausstellung gezeigt.
Keller-Leuzinger, der sich nach seiner Zeit in Brasilien hauptsächlich kunstgewerblich betätigte, wurde zunächst Leiter der Kunststickereischule, die die Großherzogin Luise von Baden gegründet hatte. Bald darauf wechselte er nach Hamburg und 1880 schließlich nach Stuttgart, wo er jeweils in ähnlichen Bereichen tätig war. 1886 reiste er noch einmal nach Brasilien, wo er im Auftrag des deutschen Kolonialvereins die Möglichkeit von Ansiedlungen zu untersuchen hatte. Diese Reise trug ihm ein Herzleiden ein. Nach seiner Rückkehr zog er mit seiner Frau nach München, wo er auch starb.
Keller-Leuzinger illustrierte unter anderem die Naturgeschichte des Menschen von Friedrich von Hellwald. Er entwarf Glas- und Tongefäße und bemühte sich, das Design der sogenannten Thuner Majolica zu verbessern. Seine Bemühungen, das Volkshandwerk seiner Zeit mit dem alten Kunsthandwerk zu verbinden und dabei im Geist des „altdeutschen Stils“ der 1870er Jahre zu wirken, kam nicht über die reine Nachahmung seiner Vorbilder hinaus, wohingegen Kohl in seiner Dissertation berichtet, dass Tongefäße Keller-Leuzingers, die 1876 auf der Münchner Kunst- und Gewerbeausstellung erstmals gezeigt wurden, „für großes Aufsehen“ sorgten und ihm eine Auszeichnung eintrugen. Allerdings überwarf er sich daraufhin mit dem Schweizer Produzenten der Töpferware und gab bald darauf die Beschäftigung mit der Gestaltung von Gefäßen auf.
Einige Aquarelle Franz Keller-Leuzingers befinden sich im Nachlass des Fürsten Hermann zu Hohenlohe-Langenburg im Hohenlohe-Zentralarchiv Neuenstein des Landesarchivs Baden-Württemberg unter der Signatur La 140a Bü 46.